# STOP&GO Marderabwehr MTB Team

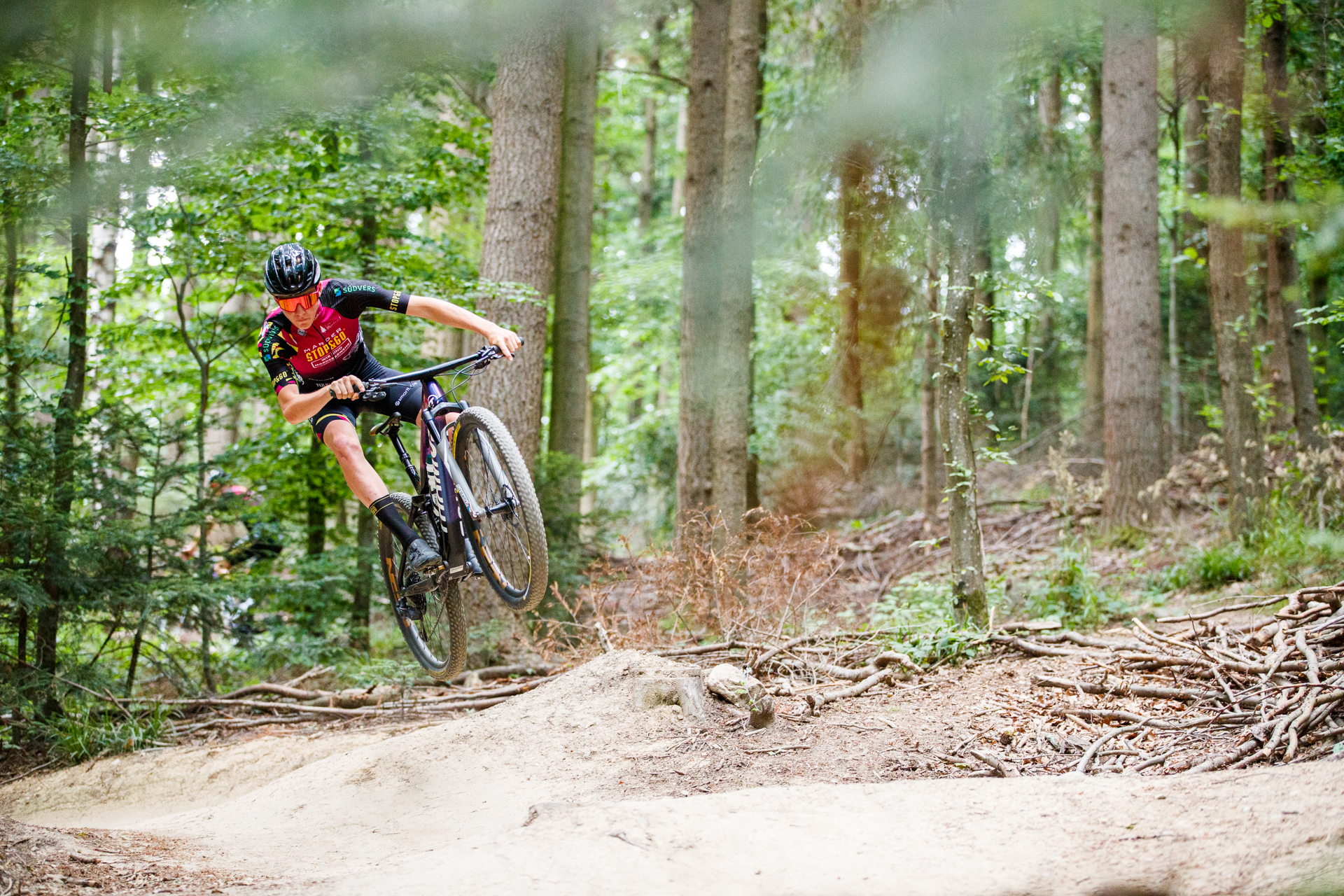
Ben Schweitzer, ein Teamfahrer auf seinem Mountainbike.

Das Stop&Go Marderabwehr MTB Team ist ein XC-Mountainbike-Team aus Neuenburg am Rhein.
Das Team wurde von Hans Jörg Schelb 2015 gegründet. Seit 2021 hat das Team eine UCI-Lizenz und ist auch auf den internationalen UCI-Mountainbike-Weltcups vertreten. In dem Team sind 10 Fahrer vertreten, von denen drei in der UCI-Lizenz gemeldet sind. Zu diesen zählen Niklas Schehl, Ben Schweizer und Julian Schelb.